# Lars Johan Nyblom
Lars Johan Nyblom, född 19 september 1844 i Långaryd, Småland, död 21 september 1908 i Spekeröd, Bohuslän, var en svensk präst och psalmförfattare. 
Nyblom var kyrkoherde i Spekeröd i Bohuslän, Göteborgs stift. Han finns bland annat representerad med en originaltext i Den svenska psalmboken 1986 (nr 513).
Han var morfar till kontraktsprosten Lars Lindman och farfars far till läkaren och författaren Helena Nyblom.

## Psalmer
- Nu vilans dag förflutit (1986 nr 513) skriven 1911.